# Cocconato
Cocconato là một đô thị ở tỉnh Asti vùng Piedmont thuộc Ý, nằm ở vị trí cách khoảng 25 km về phía đông của Torino và khoảng 25 km về phía tây bắc của Asti. Tại thời điểm ngày 31 tháng 12 năm 2004, đô thị này có dân số 1.629 người và diện tích là 16,8 km².
Cocconato giáp các đô thị: Aramengo, Brozolo, Montiglio Monferrato, Moransengo, Passerano Marmorito, Piovà Massaia, Robella và Tonengo.